# Cruz de Término de Luchente
La cruz de Término de Luchente, también llamada “Creu de Roquises”, se ubica en el mentado municipio de Luchente, en la comarca del Valle de Albaida, en la provincia de Valencia. Como toda cruz de término, tiene declaración genérica como Bien de interés cultural, aunque sólo tiene número de código (46.24.150-006), ya que no tiene expediente y por ello tampoco anotación ministerial.